# Blepisanis aterrima
Blepisanis aterrima là một loài bọ cánh cứng trong họ Cerambycidae.